# اقتصاد أوكرانيا
اقتصاد أوكرانيا هو اقتصاد سوق حرة ناشئ، ونما بصورة سريعة من العام 2000 حتى العام 2008 مع بداية الركود الاقتصادي في جميع أنحاء العالم، وأثّر في أوكرانيا فيما عُرف باسم الأزمة المالية الأوكرانية 2008-2009. انتعش الاقتصاد الأوكراني في العام 2010 واستمر في التحسّن حتى العام 2013. من العام 2014 إلى العام 2015، مرّ الاقتصاد الأوكراني بمرحلة انكماش، إذ بلغ الناتج المحلي الإجمالي في العام 2015 نسبةً أعلى بقليل من نصف القيمة التي حققها في العام 2013. في العام 2016، بدأ الاقتصاد الأوكراني بالنمو مرة أخرى. بحلول العام 2018، اتّسم نموّ الاقتصاد الأوكراني بوتيرة سريعة، ووصل إلى 80% تقريبًا من حجمه في العام 2008.
تسبّب الكساد في التسعينيات من القرن العشرين بحدوث تضخم مفرط وهبوط في الناتج الاقتصادي بلغ أقل من نصف الناتج المحلي الإجمالي في جمهورية أوكرانيا الاشتراكية السوفياتية سابقًا. وبعد ذلك، سُجّل أوّل نمو للناتج المحلي الإجمالي في العام 2000، واستمر لثماني سنوات. توقف ذلك النمو بسبب الأزمة المالية العالمية للعام 2008، لكن الاقتصاد الأوكراني انتعش وحقق نموًا إيجابيًا في الناتج المحلي الإجمالي في الربع الأول من العام 2010. في أوائل العقد الثاني من القرن الواحد والعشرين، أُشير لامتلاك أوكرانيا العديد من الأوجه الأساسية لاقتصاد أوروبي رئيسي، مثل: الأراضي الزراعية الخصبة، والقاعدة الصناعية المتطورة، والعمالة عالية التدريب، والنظام التعليمي الجيد.
بالرغم من ذلك، ومع حلول أكتوبر من العام 2013، دخل الاقتصاد الأوكراني حالة ركود جديد. وفي صيف العام السابق، انخفضت الصادرات الأوكرانية إلى روسيا بصورة حادّة نظرًا لفرض روسيا رقابة أشدّ على الحدود والجمارك. كبّد ضمّ الاتحاد الروسي للقرم في أوائل العام 2014، والحرب في دونباس التي بدأت في ربيع العام 2014، كبّدت الاقتصاد الأوكراني أضرارًا بالغة، وتسبّبت بأضرار جسيمة لأكبر منطقتين صناعيتين في البلاد. في العام 2013، لم تحقق أوكرانيا نموًا في الناتج المحلي الإجمالي، وانكمش الاقتصاد الأوكراني بنسبة 6.8% في العام 2014، وتواصل ذلك مع حصول انخفاض بنسبة 12% في الناتج المحلي الإجمالي في العام 2015. وفي أبريل من العام 2017، أفاد البنك الدولي أن معدل النمو الاقتصادي الأوكراني بلغ 2.3% في العام 2016، وبذلك تكون حالة الركود قد انتهت. بالرغم من ذلك التحسّن، صرّح صندوق النقد الدولي في العام 2018، أنه من بين جميع البلدان في أوروبا، فإن نصيب الفرد من الناتج المحلي الإجمالي هو الأدنى في أوكرانيا.
في أبريل 2020، أفاد البنك الدولي أن النمو الاقتصادي أصبح مطردًا إذ بلغ نسبة 3.2% في العام 2019، في مقدمته محصول زراعي جيد والقطاعات التي تعتمد على الاستهلاك المحلي. نما الاستهلاك الأسري بنسبة 11.9% في العام 2019، والذي دعمته تدفقات ضخمة في التحويلات المالية واستئناف القروض الاستهلاكية، في الوقت الذي نمت فيه التجارة المحلية والزراعة.
ومع ذلك، ففي العام 2020، تراجع الناتج المحلي الإجمالي بنسبة 4.4٪ بسبب جائحة فيروس كورونا.

## التاريخ

### قبل 1917
أثرت الجغرافيا لفترة طويلة على اقتصاد الأراضي الأوكرانية، إذ جعلت التربةُ الخصبة الغنية (مثل مناطق تشيرنوزيم) المنطقةَ «سلة خبز»: بالنسبة لليونان القديمة، وكذلك بالنسبة لأوروبا الحديثة المبكرة. أصبح الحفاظ على الممرات التجارية -الطريق من الفارانجيين إلى اليونانيين والوصول عبر المضيق إلى عالم البحر الأبيض المتوسط- أمرًا هامًا. شجعت الموارد المعدنية على التصنيع -لا سيما في دونباس- منذ القرن التاسع عشر وما بعده. لكن الافتقار إلى الحدود الآمنة كان يعني انقطاعات متكررة في التنمية الاقتصادية. ففي الفترة 1917-1918، على سبيل المثال، رأى البدو الرحل وغيرهم من الفاتحين -الكومانيين والمغول والتتار والمحتلين النمساويين المجريين- أن النهب أهم من تعزيز التنمية الاقتصادية. في القرنين السادس عشر والثامن عشر، تركت الأراضي البور للحقول البرية جزءًا كبيرًا من أوكرانيا باعتبارها منطقة للمراكز العسكرية قبل مد روسيا القيصرية قوتها إلى المنطقة في القرنين السابع عشر والثامن عشر.

### الفترة السوفييتية 1917 – 1991
للاطلاع على تاريخ اقتصاد أوكرانيا في الفترة السوفياتية، انظر اقتصاد الاتحاد السوفيتي.

### فترة 1991 – 2000
في 24 أغسطس 1991، أعلنت أوكرانيا استقلالها عن الاتحاد السوفياتي. عانى اقتصاد الدولة الجديد من انحدار هائل في الناتج وارتفاع التضخم في السنوات التالية. شهدت أوكرانيا تضخمًا مفرطاً في أوائل التسعينيات من القرن العشرين؛ بسبب عدم القدرة على الوصول إلى الأسواق المالية والتوسع النقدي الهائل لتمويل الإنفاق الحكومي، في حين انخفض الناتج انخفاضًا حادًا. وكان انخفاض الناتج الضخم وارتفاع معدلات التضخم، شائعًا في أغلب الجمهوريات السوفييتية السابقة، لكن كانت أوكرانيا من بين أكثر البلدان تضررًا من هذه المشاكل. وردًا على هذا التضخم المفرط، استبدل البنك الوطني الأوكراني بالعملة الوطنية -وهي الكربوفانيت- الهريفنا في سبتمبر 1996 وتعهد بإبقائه مستقرًا مقابل الدولار الأمريكي. ظلت العملة غير مستقرة خلال أواخر التسعينيات من القرن العشرين، لا سيما خلال الأزمة المالية الروسية في عام 1998.
أدى الركود العميق خلال التسعينيات إلى ارتفاع معدل الفقر نسبيًا، ولكن ابتداءً من عام 2001، نتيجة لسبع سنوات متواصلة من النمو الاقتصادي، ارتفع مستوى معيشة معظم المواطنين. أشار تقرير للبنك الدولي لعام 2007 إلى أن «أوكرانيا سجلت واحدة من أكثر الانخفاضات حدةً في الفقر في أي اقتصاد مار بمرحلة انتقالية في السنوات الأخيرة»، إذ انخفض معدل الفقر، قياساً على خط الفقر المطلق، من 32% في عام 2001 إلى 8% في عام 2005. أشارت الأمم المتحدة إلى أن أوكرانيا تغلبت على الفقر المدقع، وأنه لم يكن هناك سوى فقر نسبي إلا في عام 2009.

### فترة 2000 – 2014
استقرت أوكرانيا في أوائل العقد الأول من القرن الحادي والعشرين. وشهد عام 2000 السنة الأولى من النمو الاقتصادي (منذ استقلال أوكرانيا). واستمر الاقتصاد في النمو بفضل نمو الصادرات بنسبة 50% بين عامي 2000 و2008 (بصفة رئيسة الصادرات من الصناعات التقليدية للمعادن والتعدين والهندسة والكيماويات والأغذية). في الفترة بين عامي 2001 و2008، ازدهرت أسعار المعادن والكيماويات بسبب النمو الاقتصادي العالمي السريع، في حين ظلت أسعار الغاز الطبيعي المستورد من روسيا منخفضة. أيضًا، ساعدت عملية صك العملة في دفع الازدهار الاقتصادي الذي شهدته أوكرانيا بين عامي 2000 و2008. من خلال استقطاب أسعار الفائدة المرتفعة نسبياً، ضُخ النقد الأجنبي إلى شرايين الاقتصاد الأوكراني وسرعان ما نما المعروض النقدي: ففي الفترة من 2001 إلى 2010، ارتفعت النقود بمعناها الواسع بمعدل سنوي بلغ 35%. في عامي 2006 و2007 بلغ متوسط نمو الائتمان 73%. وكان من بين آثار ذلك أن الأصول الأوكرانية بدأت تبدو وكأنها فقاعة اقتصادية ضخمة وأن التضخم المرتفع بدأ يضر بالقدرة التنافسية لصادرات أوكرانيا، إذ نمت نسبة الائتمان إلى الناتج المحلي الإجمالي بسرعة كبيرة -من 7 إلى 80 في المئة تقريباً- على مدى عدة سنوات فقط. من عام 2000 إلى عام 2007، بلغ متوسط النمو الحقيقي في أوكرانيا 7.4%، وكان هذا النمو مدفوعاً بالطلب المحلي: التوجه نحو الاستهلاك، وغير ذلك من التغيرات الهيكلية، والتنمية المالية. سجل الطلب المحلي نمواً في الأسعار الثابتة بما يقارب 15% سنويًا، وكان مدعوماً بسياسة مالية توسعية مسايرةً للدورات الاقتصادية. استفادت أوكرانيا من انخفاض تكاليف العمالة (إلى حد كبير)، وخفض التعريفات الجمركية (بشكل طفيف)، وارتفاع أسعار سلعها التصديرية الرئيسة، ولكنها في الوقت نفسه واجهت حواجز غير جمركية أعلى بشكل ملحوظ. لم تفرض روسيا على أوكرانيا رسومًا أقل من أسعار السوق العالمية للغاز الطبيعي منذ نهاية عام 2008؛ ما أدى إلى نزاعات مختلفة بين روسيا وأوكرانيا بشأن الغاز.
عانت أوكرانيا بشدة في الأزمة الاقتصادية في عام 2008؛ فتعرضت أوكرانيا للجفاف في تدفقات رأس المال. وخُفضت قيمة الهريفنا إلى 8:1 مقابل الدولار الأمريكي، بعد أن كانت 5:1، واستقرت عند هذه النسبة حتى بداية عام 2014. في عام 2008، احتل الاقتصاد الأوكراني المرتبة الخامسة والأربعين على مستوى العالم وفقًا للناتج المحلي الإجمالي لعام 2008 (الاسمي)، إذ بلغ إجمالي الناتج المحلي الاسمي 188 مليار دولار أمريكي، وبلغ نصيب الفرد من إجمالي الناتج المحلي الاسمي 3900 دولار أمريكي. وفي نهاية عام 2008 بلغ معدل البطالة 3%، وخلال الأشهر التسعة الأولى من عام 2009 بلغ متوسط البطالة 9.4%. كانت معدلات البطالة الرسمية الأخيرة على مدى عامي 2009 و2010، 8.8% و8.4%، رغم أن كتاب حقائق العالم الصادر عن وكالة الاستخبارات المركزية الأميركية يشير إلى «عدد كبير من العمال غير المسجلين أو العمالة الناقصة». وهبط إجمالي الناتج المحلي الأوكراني بنسبة 15% في عام 2009.
انتعش الاقتصاد الأوكراني في الربع الأول من عام 2010 نظرًا لانتعاش الاقتصاد العالمي وارتفاع أسعار المعادن. إذ بلغ نمو إجمالي الناتج المحلي الحقيقي في أوكرانيا في عام 2010، 4.3%، ما أدى إلى نمو نصيب الفرد في إجمالي الناتج المحلي بما يعادل 6700 دولار أميركي. في عام 2011، قدّر الساسة الأوكرانيون أن 40% من اقتصاد البلاد هو اقتصاد تحتي.
في صيف عام 2013، انخفضت الصادرات الأوكرانية إلى روسيا بشكل كبير بسبب تشديد روسيا للضوابط الجمركية.
بحلول أكتوبر 2013، أصبح الاقتصاد الأوكراني عالقًا في الركود. وفي سبتمبر 2013، وضعت وكالة موديز التصنيف الائتماني لأوكرانيا  (Caa1) أي جودة رديئة ومخاطر ائتمانية مرتفعة للغاية. في الوقت نفسه، قدّرت أسواق المقايضة احتمال تخلف أوكرانيا عن السداد على مدى السنوات الخمس القادمة بنحو 50%. في عام 2013 لم تشهد أوكرانيا نموًا في إجمالي الناتج المحلي.

### بعد حركة الميدان الأوروبي: 2014 إلى الوقت الحاضر
بسبب خسارة أوكرانيا الشريك التجاري الأكبر، روسيا، بسبب ضم شبه جزيرة القرم في مارس 2014، وتفاقمت بفعل الحرب في دونباس التي بدأت في أبريل 2014، انكمش اقتصاد أوكرانيا بنسبة 6.8% في عام 2014؛ وكان من المتوقع أن ينخفض بنسبة 8%. ساهم أيضًا ضم روسيا لشبه جزيرة القرم بشكل مباشر في هذا الانكماش، إذ ذكر تقرير صادر عن الحكومة الأوكرانية في أوائل فبراير 2016، أن اقتصاد أوكرانيا تقلص بنسبة 10.4% في عام 2015. وفي عام 2015، توقع البنك الوطني الأوكراني المزيد من الانحدار بنسبة 11.6%، وتوقع البنك الدولي انكماشًا بنسبة 12%. تنبأ البنك الدولي نموًا بنسبة 1% في عام 2016.
في أوائل فبراير 2014، غيّر البنك الوطني الأوكراني الهريفنا إلى عملة متقلبة/معومة في محاولة لتلبية متطلبات صندوق النقد الدولي ومحاولة فرض سعر مستقر للعملة في سوق الفوركس. في عامي 2014 و2015، خسرت الهريفنا نحو 70% من قيمتها مقابل الدولار الأميركي.
وافق صندوق النقد الدولي على برنامج قروض مدته أربع سنوات بقيمة 17.5 مليار دولار أمريكي في ثماني دفعات خلال عامي 2015 و2016، وذلك رهنًا بالشروط المشتملة على إصلاحات اقتصادية. غير أنه، وبسبب عدم إحراز تقدم في الإصلاحات، لم تُدفع سوى دفعتين بقيمة 6.7 مليار دولار في عام 2015. تقرر مؤقتًا في يونيو 2016 دفعة ثالثة قدرها 1.7 مليار دولار رهنًا بإدخال 19 تدبيرًا إصلاحيًا جديدًا إلى القانون. يعتقد بعض المحللين الغربيين أن القروض الأجنبية الضخمة لا تشجع على الإصلاح، بل تساعد على استخراج الأموال من البلاد على نحو فاسد.
منذ ديسمبر 2015، رفضت أوكرانيا السداد، وبالتالي عجزت بحكم الأمر الواقع عن سداد الديون بقيمة 3 مليارات دولار لروسيا، ما شكل جزءًا من خطة العمل الأوكرانية الروسية في ديسمبر 2013.
تقلص حجم تجارة التجزئة في أوكرانيا في عام 2014 بنسبة 8.6% (من عام 2013)، وتقلص بنسبة 20.7% في عام 2015 (من عام 2014). شهدت أوكرانيا انحدارًا بنسبة 30.9% في الصادرات في عام 2015. يرجع ذلك أساسًا إلى الانخفاض الحاد في الإنتاج في دونيتسك أوبلاست وفي لوهانسك أوبلاست (مقاطعتان في دونباس). كانت هاتان المقاطعتان مسؤولتين عن 40.6% من إجمالي معدل انحدار الصادرات. وقبل الحرب، كانت هاتان المقاطعتان من أكثر المناطق الصناعية في أوكرانيا. ذكرت وزارة التنمية الاقتصادية والتجارة أن أوكرانيا حققت فائضًا في ميزان مدفوعاتها في الفترة من يناير إلى نوفمبر 2015 بقيمة 566 مليون دولار أمريكي، وبلغ العجز التجاري لديها 11.046 مليار دولار أمريكي خلال الفترة نفسها من عام 2014. في 31 ديسمبر 2015، بلغ الدين العام لأوكرانيا 79% من  إجمالي الناتج المحلي. إذ تقلص إلى 4.324 مليار دولار في عام 2015، ووصل إلى 65.488 مليار دولار. لكن إن حُسبت بالهريفنا؛ فإن الدين بلغ  42.78%. في عام 2015، صُنّفت وزارة السياسة الاجتماعية في أوكرانيا ما بين 20% إلى 25% من الأسر الأوكرانية على أنها فقيرة.
وفقًا لحسابات صندوق النقد الدولي في عام 2020، ستحتاج أوكرانيا إلى تمويل خارجي إجمالي قدره 46 مليار دولار، أي نحو 34 بالمئة من إجمالي الناتج المحلي.
في العام 2015 تدفق 2.526 مليار دولار إلى الاقتصاد الأوكراني عن طريق التحويلات المالية، أي بنسبة 34.9% أقل من العام 2014. في حين أُرسِلت 431 مليون دولار من أوكرانيا إلى أماكن أخرى عن طريق الحوالات المالية. في يناير 2016، صنفت شركة بلومبيرغ إل بي الاقتصاد الأوكراني في المرتبة 41 من الاقتصادات الأكثر ابتكارًا في العالم، بعد أن كان في المرتبة 33 في يناير 2015.
في مايو من العام 2016، صرح رئيس بعثة صندوق النقد الدولي لأوكرانيا، رون فان رود، أن تحجيم الفساد في أوكرانيا يشكّل اختبارًا رئيسيًا لاستمرار الدعم الدولي. في العام 2015، وضعت منظمة الشفافية الدولية أوكرانيا في المرتبة 130 من أصل 168 دولة على مؤشر مدركات الفساد. في فبراير 2016، قيّم المؤرخ أندرو ويلسون التقدم المتحقق في الحد من الفساد باعتباره سيئًا حتّى العام 2016. في فبراير 2016، استقال أيفاراس أبرومافيجيوس، وزير الاقتصاد والتجارة الأوكراني حينها مُشيرًا إلى الفساد المتأصل. في أكتوبر وخلال مؤتمر للمستثمرين الأجانب، ذُكِر الفساد وانعدام الثقة في القضاء باعتبارهما أكبر العوائق التي تواجه الاستثمار.
في أواخر يوليو 2016، ذكرت دائرة الإحصاءات الحكومية الأوكرانية أن الأجور الحقيقية قد ارتفعت بنسبة 17.3%، مقارنة مع يونيو 2015. بالتزامن مع ذلك، أفاد البنك الوطني الأوكراني عن فائضِ قيمة بلغ 406 مليون دولار في ميزان المدفوعات الأوكراني في الفترة من يناير حتى يونيو 2016، مقابل عجز قدره 1.3 مليار دولار في نفس الفترة من العام 2015. ووفقًا لتقارير دائرة الإحصاءات الحكومية الأوكرانية، انخفض التضخم في العام 2016 إلى نسبة 13.9%؛ في حين بلغ 43.3% في العام 2015، و24.9% في العام 2014.
قارنت ذي إيكونوميست حدّة الركود في أوكرانيا بالركود اليوناني في الأعوام 2011-2012 –وأشارت إلى أن أوكرانيا شهدت انخفاضًا بنسبة 8-9% في الناتج المحلي الإجمالي من العام 2014 إلى 2015 وأن اليونان شهدت انخفاضًا بنسبة 8.1% في الناتج المحلي الإجمالي في الأعوام 2011-2012. كما أشارت إلى أن تأثير الانكماش الاقتصادي لم يكن متساويًا في جميع مناطق أوكرانيا. شهدت دونيتسك ولوهانسك (منطقتا الصراع) انخفاضًا في الإنتاج الصناعي بنسبة 32% و42% على التوالي. بالمقابل، سجلت مدينة لفيف، الواقعة على بعد أكثر من 1000 كيلومتر من مناطق الصراع، سجلت أكبر زيادة في فرص التوظيف في البلاد.
تجاوز اقتصاد أوكرانيا الأزمة الشديدة التي نجمت عن الحرب في دونباس، في الجزء الشرقي من البلاد. أدى انخفاض قيمة الهريفنيا بنسبة 200% في الفترة بين 2014-2015 إلى جعْل السلع والخدمات الأوكرانية أقل سعرًا وأكثر قدرةً على المنافسة. في العام 2016، ولأول مرة منذ العام 2010، نما الاقتصاد بنسبة أكثر من 2%. توقع بيان البنك الدولي للعام 2017 نموًا بنسبة 2% في 2017، و3.5% في 2018، و4% في 2019 و2020. وفي العام 2017، بلغ التضخم في أوكرانيا 13.7% (مقارنةً بنسبة 12.4% في 2016).
منذ العام 2015 تقريبًا، تزايد عدد الأوكرانيين العاملين في الاتحاد الأوروبي، لا سيما في بولندا. أفادت مديرية يوروستات أن 662,000 أوكراني حصلوا على تصاريح إقامة في الاتحاد الأوروبي في العام 2017، منها 585,439 صادرة عن بولندا. قدر رئيس مجلس الأمن القومي والدفاع في أوكرانيا أن نسبة قد تصل إلى 9 ملايين أوكراني يعملون في الخارج في أوقات معينة من السنة، وأن 3.2 مليون أوكراني يعملون بدوام كامل في الخارج، ولا ينوي معظمهم العودة إلى أوكرانيا. تظهر إحصائيات البنك الدولي أن التحويلات المالية إلى أوكرانيا قد تضاعفت تقريبًا من العام 2015 حتى العام 2018، بقيمة بلغت 4% تقريبًا من الناتج المحلي الإجمالي.

## البيئة القانونية
وفقًا لتقرير التنافسية العالمي 2012-2013، «من أهم التحديات التي تواجهها البلاد الإصلاحُ المطلوب لإطارها المؤسسي، الذي لا يمكن الاعتماد عليه بسبب معاناته من الروتين، والافتقار إلى الشفافية والمحسوبية».
منذ أواخر تسعينيات القرن العشرين، تعهدت الحكومة بخفض عدد الهيئات الحكومية، وتبسيط العملية التنظيمية، وخلق بيئة قانونية لتشجيع رجال الأعمال، وإجراء إصلاحات ضريبية شاملة. شجعت المؤسسات الخارجية -وخاصة صندوق النقد الدولي- أوكرانيا على تسريع وتيرة الإصلاحات ونطاقها، وهددت بسحب الدعم المالي. لكن ما تزال الإصلاحات متأخرة في بعض المجالات الحساسة سياسياً من الإصلاح الهيكلي وعمليات خصخصة الأراضي.
في 24 يونيو 2010، وقع وزير خارجية أوكرانيا «كونستانتين جريشنكو» اتفاقًا بشأن التجارة الحرة مع رابطة التجارة الحرة الأوروبية.
وفقًا لاختصاصيين فإن معاهدة تفادي الازدواج الضريبي المبرمة مع قبرص (التي وقعها الاتحاد السوفييتي في عام 1982) كلفت أوكرانيا مليارات الدولارات من الإيرادات الضريبية.
انتُقدت عمليات التطهير الأخيرة في أوكرانيا؛ لأنها قد تخلف تأثيرات اقتصادية سلبية.

## العمالة الأجنبية
يأتي عدد من العمال الأجانب للعمل في أوكرانيا، لا سيما في الأعمال الزراعية الموسمية والبناء، وخاصةً من مولدوفا وبيلاروس المجاورتين.

## معرض صور

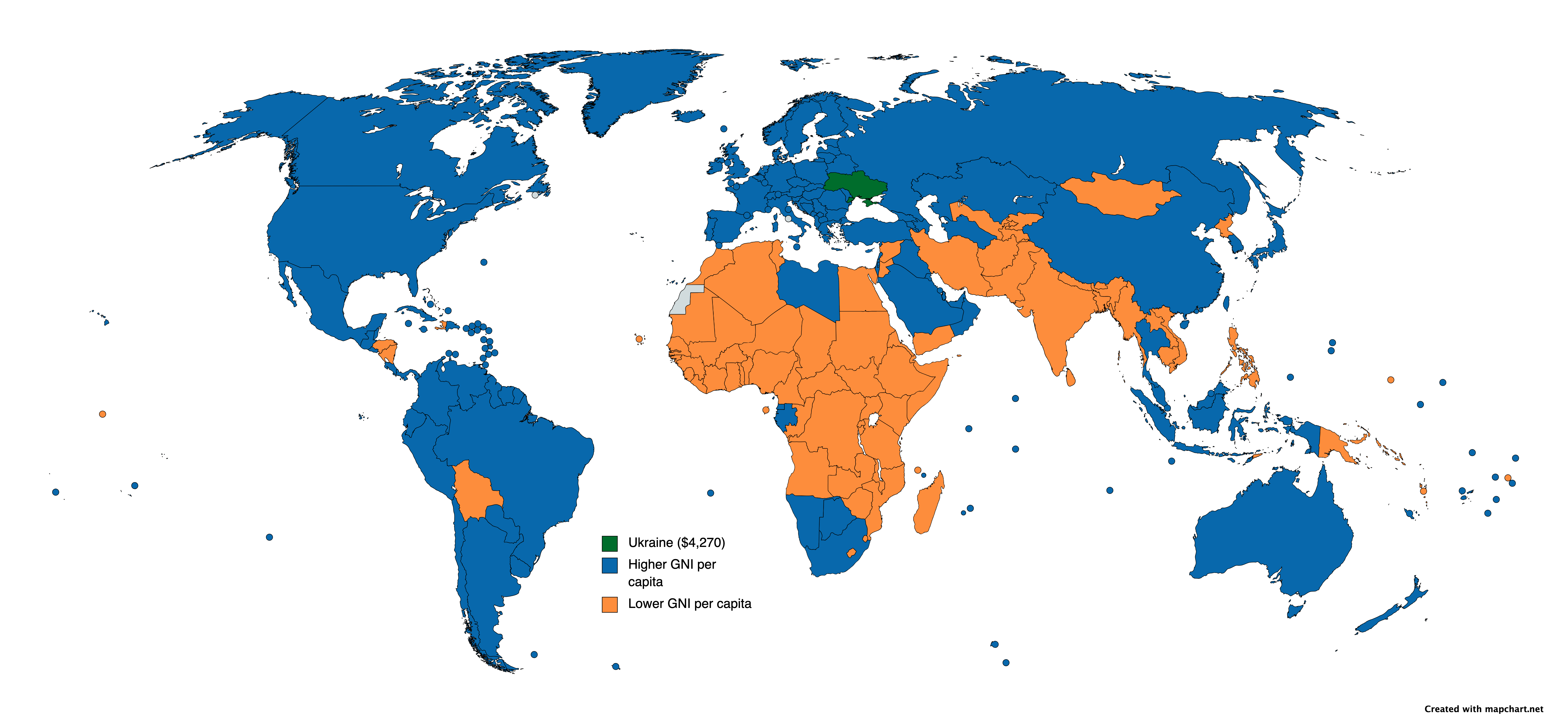
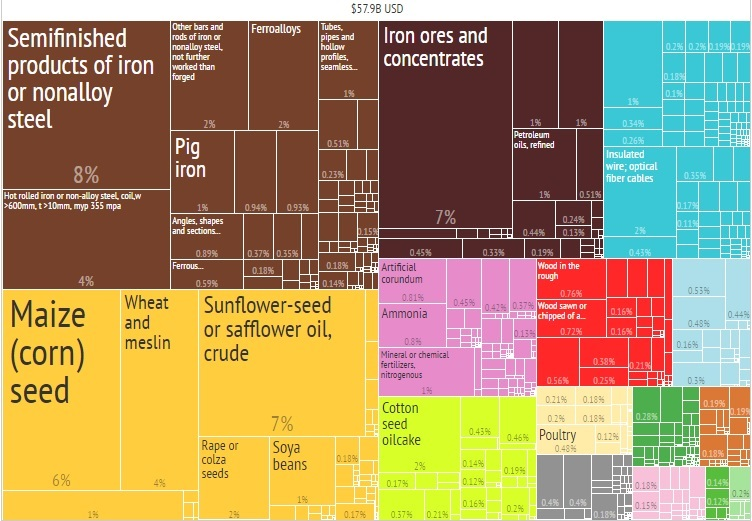
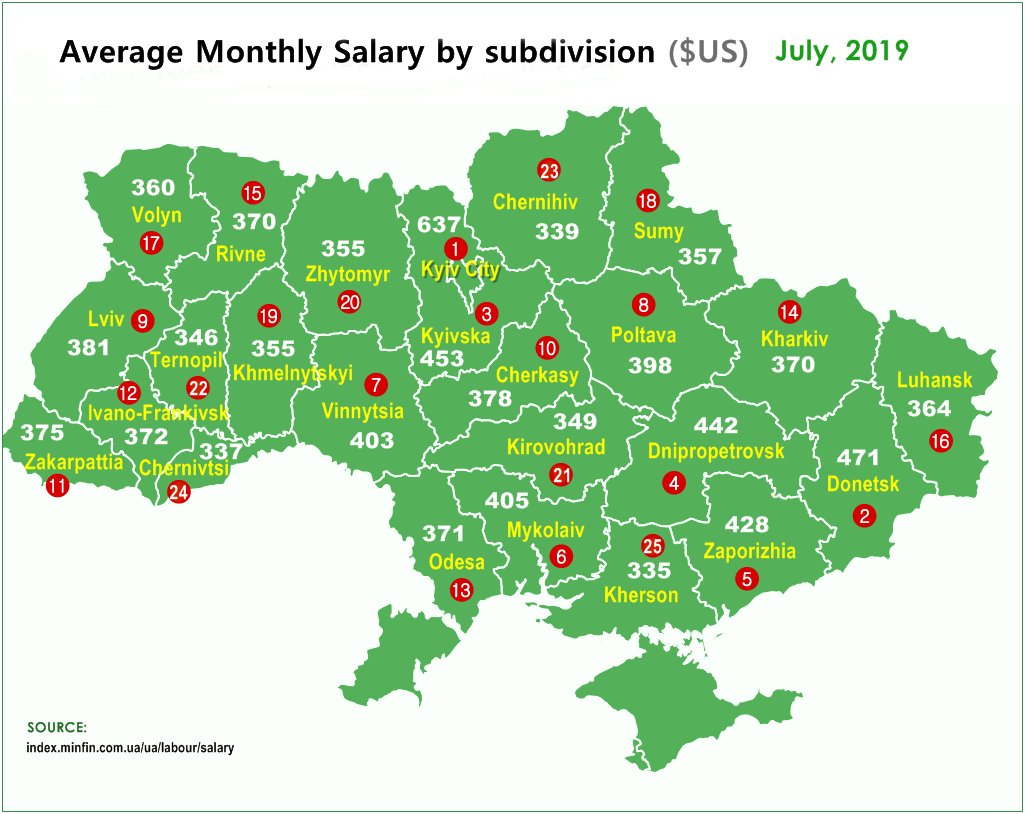